# 北海道異体文字
北海道異体文字（ほっかいどういたいもじ）は、1886年（明治19年）頃に北海道で発見された文字。アイノモジ、アイヌ文字とも呼ばれる。

## 発見と研究
東京人類学会の会員であった荘司平吉は北海道においてアイヌの民具などを収集していたが、その中には文字の記された古器物が存在していた。1886年（明治19年）9月6日の『陸奥新報』と同月12日の『奥羽日日新聞』にその一部である樹皮と帯が紹介され、榎本武揚が千年ほど前に蝦夷が用いた文字であろうと鑑定している。また同年12月の第25回東京人類学会では、文字の記された古器物として獣皮・六角四面の石片・和紙・鞘袋が荘司により出品された。
人類学者の坪井正五郎は、翌1887年（明治20年）2月の『東京人類学会報告』第12号において「コロボックル北海道に住みしなるべし」を発表し、自身のコロボックル説に基づき荘司の収集した古器物に見られる「異様の文字」について、後述する手宮洞窟の彫刻や忍路環状列石と同様にコロポックルのものであるとした。
また坪井は同年8月の『東京人類学会雑誌』第18号にて「北海道諸地方より出でたる古器物上に在る異体文字」を発表し、この「異体文字」について手宮洞窟の彫刻とは異なり記号が規則的に並んでいることから文字であると断言して差支えないとした上で、ユーラシア大陸から渡来した人々によって用いられたものである可能性を示唆した。
同年10月の『東京人類学会雑誌』第20号では荘司自身により「アイノ及び北海道の古代文字」が発表されている。その中で荘司は確証はないとしながらも、古い時代に蝦夷が用いた文字ではないかとしている。
翌1888年（明治21年）には国学者の落合直澄によって『日本古代文字考』が著された。同書では北海道異体文字について、日本語が通じず漢字を用いない蝦夷によって用いられたものとしている。そして14の記号を組み合わせた50の文字とそれらの合字から成り立っているとしたが、読み方が伝わらないために解読はできないとする。また平田篤胤の著した『神字日文伝』附録疑字篇に採録される出雲石窟の文字や「神代十干」、落合が実見したとされる吉見百穴の文字との関連を示唆している。
以下に北海道異体文字の発見に関する年表を記す。
- 1886年8月 - 荘司が北海道異体文字の記された石6個を宗谷へ「古物捜索に参りし者」より入手。
- 同年9月 - 『陸奥新報』と『奥羽日日新聞』に文字の記される古器物が紹介され、榎本武揚が鑑定。
- 同年12月 - 第25回東京人類学会に北海道異体文字が記される古器物が出品され、坪井正五郎が調査。
- 1887年2月 - 坪井「コロボックル北海道に住みしなるべし」
- 同年同月 - 荘司が北海道異体文字の記された石片2個を岩内郡のアイヌより入手。
- 同年8月 - 坪井「北海道諸地方より出でたる古器物上に在る異体文字」
- 同年10月 - 荘司「アイノ及び北海道の古代文字」
- 1888年4月 - 落合直澄が大江卓を訪ね、北海道異体文字について調査。
- 同年5月 - 落合『日本古代文字考』

1975年（昭和50年）には吾郷清彦によって『日本神代文字』が著された。同書において吾郷は「アイノモジ」について、後述の「手宮古字」と同系の文字であるとし、またフゴッペ洞窟の彫刻との関連も示唆している。
また高橋良典が会長を務める日本探検協会では、北海道異体文字を含む神代文字と超古代文明の関連を主張している。そして北海道異体文字については、メソポタミアの古代文明であるシュメールやアッシリアとの関連を示唆している。またフゴッペ洞窟の彫刻の一部について、北海道異体文字を記したものと主張している。
2007年（平成19年）には原田実によって『図説神代文字入門』が著されている。同書では「アイヌ文字」に関連して以下のように述べている。

## 文字の記される古器物一覧
古器物の名称および解説は主に荘司(1887)による。
| 文字の記される古器物の名称                  | 解説 |
| 自然石 甲一                                 | 表側に約4の朱字を記し、裏側には3行にわたり約32の朱字を記す。 1886年8月に宗谷へ「古物捜索に参りし者」より入手。もともとは樺太のアイヌが 所有していたものだという。荘司(1887)に模写図あり。                  |
| 自然石 甲二                                 | 表側に2行にわたり約14の朱字を記し、裏側には2行にわたり約18の朱字を記す。 来歴は上に同じ。荘司(1887)に模写図あり。                                                                                          |
| 自然石 甲三                                 | 円弧状に約24の朱字を記し、その円の中に約4の朱字を記す。 来歴は上に同じ。荘司(1887)に模写図あり。 |
| 自然石 乙一                                 | 表側には3行にわたる約29の朱字、裏側には2行にわたる約23の朱字を記す。 裏側には敵の足の甲を突くアイヌの武器である「シヨキチ棒」らしき絵が描かれる。来歴は上に同じ。 荘司(1887)に模写図あり。                 |
| 自然石 乙二                                 | 5行にわたり約23の朱字を記す。来歴は上に同じ。荘司(1887)に模写図あり。 |
| 自然石 乙三                                 | 3行にわたり約25の朱字を記す。来歴は上に同じ。荘司(1887)に模写図あり。 |
| 木の皮 （木皮）                             | 約13の朱字を記す。積丹郡余別村のアイヌより入手。 1886年9月の『陸奥新報』と『奥羽日日新聞』にて紹介。落合(1888)に文字の模写あり。                                                                           |
| 帯様のもの （粗き織物にて製りたる帯）       | 約19の朱字を記す。ただし荘司は一部の文字について後世に記されたものと推測。 1886年9月の『陸奥新報』と『奥羽日日新聞』に紹介され、同年12月の第25回東京人類学会に出品。 落合(1888)に文字の模写あり。          |
| 獣皮                                        | 5行にわたり約44の金字を記す。1886年12月の東京人類学会に出品。 坪井(1887)に文字の模写あり。 |
| 六角四面の石片 （六角柱の石片）             | 金字を記す。余市郡川村において出土。1886年12月の東京人類学会に出品。 吾郷(1975)では「千五百年以上のものかも知れない」としている。 また日本探検協会(1995)ではアッシリアの六角柱碑文との関連を示唆している。 |
| 日本紙                                      | 約67の朱字を記し、アイヌの入れ物の絵が描かれている。1886年12月の東京人類学会に出品。 落合(1888)に文字の模写あり。荘司(1887)には記述なし。                                                                  |
| アツシ織の太刀佩き （太刀下げ、蝦夷太刀釣） | 約23の朱字を記す。ただし荘司は一部の文字について後世に記されたものと推測。 落合(1888)に文字の模写あり。 |
| 土器 （小壺、土瓶）                         | 約13字を記す。余市郡余市村にて出土。落合(1888)に模写図と文字の模写あり。 1888年4月の時点では大江卓の所有物となっている。                                                                                   |
| 木の節（木節）                              | 計7の朱字が刻まれている。余市郡川村のアイヌより入手。落合(1888)に文字の模写あり。 |
| 板（木板）                                  | 約31の朱字を記す。来歴は上に同じ。落合(1888)に文字の模写あり。 |
| 自然の石片 丙一                             | 表側には計4の金字を記し、裏側には計11の朱字を記す。1887年2月に岩内郡のアイヌより入手。 荘司(1887)に模写図あり。                                                                                            |
| 自然の石片 丙二                             | 約25の朱字を記す。来歴は上に同じ。荘司(1887)に模写図あり。 |
| 蝦夷楯                                      | 約32字を記す。落合(1888)に模写図あり。荘司(1887)には記述なし。 |

## 関連する文字

### 手宮の「文字」

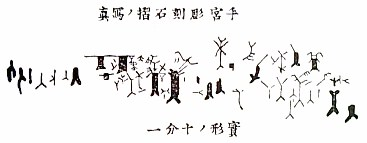
手宮洞窟で発見された岩絵

1866年（慶応2年）に発見された手宮洞窟の岩絵を文字とする説もある。この彫刻は小樽市にある続縄文時代の遺跡であり、1921年（大正10年）には国の史跡に指定されている。1878年（明治11年）に榎本武揚や開拓使の大書記官山内堤雲、考古学者のジョン・ミルンによる調査が行われて以降、広く知られるようになった。
この手宮の彫刻は古く「ジンダイモジ」（ジンダイ文字）、「アイヌ文字」、「アイヌ古代文字」、「奇形文字」のように称されていたが、後述の中目の説が広まって以降は主に「古代文字」と呼ばれるようになった。吾郷清彦は「手宮古字」と称している。宮沢賢治の詩「雲とはんのき」（詩集『春と修羅』に掲載）の中には「手宮文字」として登場するほか、鶴岡雅義と東京ロマンチカの「小樽のひとよ」や北原ミレイの「石狩挽歌」（小樽市出身のなかにし礼が作詞）、三波春夫の「おたる潮音頭」といったいわゆるご当地ソングにもそれぞれ「古代の文字」、「古代文字」、「手宮の文字」として歌われている。
考古学者の鳥居龍蔵は1913年（大正2年）10月の『歴史地理』第22巻第4号に「北海道手宮の彫刻文字に就て」を投稿している。この中で鳥居は、手宮の彫刻は突厥文字であると主張し、靺鞨の用いたツングース系の言語を記したものである可能性を示唆している。さらに言語学者の中目覚は、1918年（大正7年）2月の『尚古』第71号に「我国に保存せられたる古代土耳其文字」を投稿し、手宮の「古代文字」を解読したと主張している。中目はこの彫刻を突厥文字とする鳥居の説を支持し、靺鞨の言語で「……我は部下をひきゐ、おほうみを渡り……たたかひ……此洞穴にいりたり……」と解読した。また同月の『小樽新聞』において中目は、『日本書紀』に見える阿倍比羅夫と戦った粛慎とは靺鞨人のことであり、この戦いによって死亡した靺鞨人の族長を埋葬したのが手宮洞窟の遺跡であると主張している。
一方郷土史研究家の朝枝文裕は、1944年（昭和19年）に『小樽古代文字』を著し、手宮の彫刻を古代中国の漢字とする説を唱えた。朝枝はこの彫刻を、約三千年前に古代中国の王朝である周の人々によって記されたものとしている。その内容については、周から遠征のために派遣された船団がこの地を訪れたが、そこで船団の指導者である「帝」が死亡したため葬り、その後重大な変事が発生したため血祭りの儀式を執り行った旨を記したものであると解読している。さらに朝枝は、古代中国の王朝である殷や周から派遣された船が、卜占に用いる鹿の角を求めてしばしば北海道を訪れたと主張している。
なお朝枝(1972)において同系の文字とされたものが、ほかに3点存在する。朝枝はいずれも死者のために行った祭事を古代の漢字で記したものとしている。
| 朝枝が文字としている彫刻の名称 | 解説 |
| 富岡古代文字石                 | 3行に渡り黒色の12字を記す。1909年（明治42年）6月2日、小樽市稲穂町（のちの富岡町）にて出土。朝枝は、二千数百年前の漢字であるとしている。 また東洋史学者の白鳥庫吉は契丹か女真の墓標とする説を唱えている。 一方で小樽高等商業学校の教授である西田彰三は、和人が篆書体の漢字を記したものであり古代の文字ではないとしている。西田によるとカムイコタンの岩壁にも「古代文字」と称される同様の彫刻があり、これも古代のものではないとしている。 |
| 忍路古代文字石                 | 1919年（大正8年）頃、忍路にて出土。朝枝は三千数百年前の漢字としている。 東北大学考古学研究室の所蔵品。 |
| 泊絵文字石                     | 1934年（昭和9年）8月14日、古宇郡泊村にて発見される。朝枝は約四千年前の漢字としている。 北海道大学総合博物館の所蔵品。 |

また神代文字の研究者である相馬龍夫は、1978年（昭和53年）に『解読日本古代文字』を著し独自の説を唱えている。相馬は手宮の彫刻について、百済系民族によって北陸地方を追われた勢力に属する人々の記した文字であり、その内容を訳すと以下のようになると主張している。なお宇ノ気、能登、加賀、鹿島、邑知、野野、羽咋、輪島はいずれも現在の石川県にあたる地域の地名である。

### フゴッペの「文字」
1927年（昭和2年）10月、余市町のフゴッペにおいて岩面彫刻が発見された。小樽高等商業学校の教授である西田彰三はこの彫刻について、「手宮古代文字」に対し「フゴツペ古代文字」という語を用い対馬文字や突厥文字との関連を示唆している。しかしアイヌ人の民俗研究者である違星北斗は、フゴッペの「奇形文字」には手宮洞窟の彫刻と異なり風化の痕跡が見られないことから、後代の偽作である可能性を示唆している。
相馬龍夫はこの彫刻について、手宮のものと同様に北陸地方を追われた勢力に属する人々が記した文字であるとし、「海を渡り珠洲を征よ。敵を討て、畜生どもをぶち殺せ」の意であると主張している。
1950年（昭和25年）には同じ余市町においてフゴッペ洞窟の岩絵が発見された。こちらは手宮洞窟のものと同じく続縄文時代の遺跡であることが確認されており、1953年（昭和28年）には国の史跡に指定されている。この彫刻についても、手宮のものにならって「古代文字」と呼ばれることがある。
相馬龍夫はこの彫刻についても、北陸地方を追われた勢力に属する人々が記した文字としている。相馬による訳の一部を以下にあげる。
一方で高橋良典が会長を務める日本探検協会では、フゴッペ洞窟の北壁にある彫刻について、北海道異体文字で「イイシシライ」「カワサカナハキツ」と読み「イイシシ（食獣）ら居」「川魚は来つ」の意であると主張している。

## アイヌの記録手段
アイヌ社会には、文字に代わる記録手段として結縄や木の棒に刻み目を付ける方法が存在した。違星北斗によると、後者をアイヌ語でトッパシロシ（toppasirosi）という。アイヌ語のトッパ（toppa）またはトクパ（tokpa）は「刻む」の意であり、シロシ（sirosi）は「印」（しるし）の意である。アイヌの結縄とトッパシロシについては、1739年（元文4年）に坂倉源次郎が著した『北海随筆』や、1808年（文化5年）に最上徳内が著した『渡島筆記』において言及されている。
古くは同様の記録手段が日本列島全域で用いられていた。中国の正史である『隋書』倭国伝に「文字なし。ただ木を刻み縄を結ぶのみ」とあるほか、日本の史料においても大江匡房が著した『筥崎宮記』に「結縄の政」（-まつりごと）という語が用いられており、また一条兼良が著した『日本書紀纂疏』など中世の文献にも、漢字が伝来する以前は結縄や木を刻む方法が採られていたとする記述が見られる。